# Queen's Club Championships 2006 - Qualificazioni singolare
Le qualificazioni del singolare ai Queen's Club Championships 2006 sono state un torneo di tennis preliminare per accedere alla fase finale della manifestazione. I vincitori dell'ultimo turno sono entrati di diritto nel tabellone principale. In caso di ritiro di uno o più giocatori aventi diritto a questi sono subentrati i lucky loser, ossia i giocatori che hanno perso nell'ultimo turno ma che avevano una classifica più alta rispetto agli altri partecipanti che avevano comunque perso nel turno finale.
Le qualificazioni del torneo Queen's Club Championships 2006 prevedevano 32 partecipanti di cui 4 sono entrati nel tabellone principale.

## Teste di serie
1. Fernando Verdasco (Qualificato)
2. Ivo Karlović (primo turno)
3. Assente
4. Paul Capdeville (primo turno)

1. Michael Berrer (secondo turno)
2. Frank Dancevic (Qualificato)
3. Łukasz Kubot (secondo turno)
4. Alejandro Falla (secondo turno)

## Qualificati
1. Fernando Verdasco
2. Antony Dupuis

1. Martin Lee
2. Frank Dancevic

## Tabellone

### Legenda
| - Q = Qualificato - WC = Wild card - LL = Lucky loser | - ALT = Alternate - SE = Special Exempt - PR = Protected Ranking | - w/o = Walkover - r = Ritirato - d = Squalificato |

### Sezione 1
|  | Primo turno     | Primo turno       | Primo turno   | Primo turno | Primo turno |  |  | Secondo turno | Secondo turno     | Secondo turno | Secondo turno | Secondo turno |   |   | Ultimo turno | Ultimo turno      | Ultimo turno      | Ultimo turno | Ultimo turno |  |
|  |                 |                   |               |             |             |  |  |               |                   |               |               |               |   |   |              |                   |                   |              |              |  |
|  | 1               | Fernando Verdasco | 6             | 2           | 6           |  |  |               |                   |               |               |               |   |   |              |                   |                   |              |              |  |
|  |                 | Gilles Elseneer   | 2             | 6           | 3           |  |  | 1             | Fernando Verdasco | 7             | 69            | 6             |   |   |              |                   |                   |              |              |  |
|  | Alan Mackin     | Alan Mackin       | Alan Mackin   | 6           | 6           |  |  |               | Alan Mackin       | 65            | 7             | 4             |   |   |              |                   |                   |              |              |  |
|  | Wayne Arthurs   | Wayne Arthurs     | Wayne Arthurs | 3           | 3           |  |  |               |                   |               |               |               |   |   | 1            | Fernando Verdasco | Fernando Verdasco | 7            | 6            |  |
|  | Amer Delić      | Amer Delić        | 6             | 6           | 6           |  |  |               |                   |               | Amer Delić    | Amer Delić    | 6 | 3 |              |                   |                   |              |              |  |
|  | Andrew Kennaugh | Andrew Kennaugh   | 1             | 7           | 3           |  |  |               | Amer Delić        | Amer Delić    | 6             | 7             |   |   |              |                   |                   |              |              |  |
|  | 7               | Łukasz Kubot      | Łukasz Kubot  | 6           | 6           |  |  | 7             | Łukasz Kubot      | Łukasz Kubot  | 3             | 64            |   |   |              |                   |                   |              |              |  |
|  |                 | André Sá          | André Sá      | 3           | 4           |  |  |               |                   |               |               |               |   |   |              |                   |                   |              |              |  |

### Sezione 2
|  | Primo turno       | Primo turno        | Primo turno        | Primo turno | Primo turno |  |  | Secondo turno      | Secondo turno      | Secondo turno      | Secondo turno | Secondo turno |   |   | Ultimo turno       | Ultimo turno       | Ultimo turno       | Ultimo turno | Ultimo turno |  |
|  |                   |                    |                    |             |             |  |  |                    |                    |                    |               |               |   |   |                    |                    |                    |              |              |  |
|  |                   | Alex Bogomolov Jr. | Alex Bogomolov Jr. | 0           | 4           |  |  |                    |                    |                    |               |               |   |   |                    |                    |                    |              |              |  |
|  | 2                 | Ivo Karlović       | Ivo Karlović       | 6           | 2r          |  |  | Alex Bogomolov Jr. | Alex Bogomolov Jr. | Alex Bogomolov Jr. | 6             | 6             |   |   |                    |                    |                    |              |              |  |
|  | Frédéric Niemeyer | Frédéric Niemeyer  | 65                 | 6           | 6           |  |  | Frédéric Niemeyer  | Frédéric Niemeyer  | Frédéric Niemeyer  | 3             | 2             |   |   |                    |                    |                    |              |              |  |
|  | Arvind Parmar     | Arvind Parmar      | 7                  | 4           | 1           |  |  |                    |                    |                    |               |               |   |   | Alex Bogomolov Jr. | Alex Bogomolov Jr. | Alex Bogomolov Jr. | 5            | 65           |  |
|  | Antony Dupuis     | Antony Dupuis      | 6                  | 3           | 6           |  |  |                    |                    | Antony Dupuis      | Antony Dupuis | Antony Dupuis | 7 | 7 |                    |                    |                    |              |              |  |
|  | Dudi Sela         | Dudi Sela          | 2                  | 6           | 3           |  |  |                    | Antony Dupuis      | Antony Dupuis      | 6             | 6             |   |   |                    |                    |                    |              |              |  |
|  | 8                 | Alejandro Falla    | Alejandro Falla    | 6           | 7           |  |  | 8                  | Alejandro Falla    | Alejandro Falla    | 4             | 1             |   |   |                    |                    |                    |              |              |  |
|  |                   | Ilija Bozoljac     | Ilija Bozoljac     | 4           | 65          |  |  |                    |                    |                    |               |               |   |   |                    |                    |                    |              |              |  |

### Sezione 3
|  | Primo turno         | Primo turno         | Primo turno         | Primo turno | Primo turno |  |  | Secondo turno       | Secondo turno       | Secondo turno       | Secondo turno      | Secondo turno |   |   | Ultimo turno | Ultimo turno | Ultimo turno | Ultimo turno | Ultimo turno |  |
|  |                     |                     |                     |             |             |  |  |                     |                     |                     |                    |               |   |   |              |              |              |              |              |  |
|  | Serhij Stachovs'kyj | Serhij Stachovs'kyj | Serhij Stachovs'kyj | 7           | 6           |  |  |                     |                     |                     |                    |               |   |   |              |              |              |              |              |  |
|  | Jean-Michel Péquery | Jean-Michel Péquery | Jean-Michel Péquery | 64          | 4           |  |  | Serhij Stachovs'kyj | Serhij Stachovs'kyj | Serhij Stachovs'kyj | 4                  | 2             |   |   |              |              |              |              |              |  |
|  | Martin Lee          | Martin Lee          | Martin Lee          | 6           | 6           |  |  | Martin Lee          | Martin Lee          | Martin Lee          | 6                  | 6             |   |   |              |              |              |              |              |  |
|  | Lars Burgsmüller    | Lars Burgsmüller    | Lars Burgsmüller    | 3           | 2           |  |  |                     |                     |                     |                    |               |   |   | Martin Lee   | Martin Lee   | 64           | 6            | 6            |  |
|  | John-Paul Fruttero  | John-Paul Fruttero  | John-Paul Fruttero  | 6           | 7           |  |  |                     |                     | John-Paul Fruttero  | John-Paul Fruttero | 7             | 3 | 2 |              |              |              |              |              |  |
|  | Nathan Healey       | Nathan Healey       | Nathan Healey       | 3           | 5           |  |  |                     | John-Paul Fruttero  | John-Paul Fruttero  | 6                  | 7             |   |   |              |              |              |              |              |  |
|  | 5                   | Michael Berrer      | Michael Berrer      | 6           | 6           |  |  | 5                   | Michael Berrer      | Michael Berrer      | 4                  | 65            |   |   |              |              |              |              |              |  |
|  |                     | Jeff Morrison       | Jeff Morrison       | 4           | 4           |  |  |                     |                     |                     |                    |               |   |   |              |              |              |              |              |  |

### Sezione 4
|  | Primo turno      | Primo turno        | Primo turno      | Primo turno | Primo turno |  |  | Secondo turno  | Secondo turno  | Secondo turno  | Secondo turno  | Secondo turno  |   |   | Ultimo turno | Ultimo turno | Ultimo turno | Ultimo turno | Ultimo turno |  |
|  |                  |                    |                  |             |             |  |  |                |                |                |                |                |   |   |              |              |              |              |              |  |
|  |                  | Uros Vico          | 2                | 6           | 6           |  |  |                |                |                |                |                |   |   |              |              |              |              |              |  |
|  | 4                | Paul Capdeville    | 6                | 4           | 4           |  |  | Uros Vico      | Uros Vico      | Uros Vico      | 7              | 6              |   |   |              |              |              |              |              |  |
|  | Chris Guccione   | Chris Guccione     | Chris Guccione   | 6           | 6           |  |  | Chris Guccione | Chris Guccione | Chris Guccione | 68             | 3              |   |   |              |              |              |              |              |  |
|  | Phillip Simmonds | Phillip Simmonds   | Phillip Simmonds | 3           | 1           |  |  |                |                |                |                |                |   |   |              | Uros Vico    | Uros Vico    | 2            | 0r           |  |
|  | Jesse Witten     | Jesse Witten       | Jesse Witten     | 7           | 6           |  |  |                |                | 6              | Frank Dancevic | Frank Dancevic | 6 | 2 |              |              |              |              |              |  |
|  | Scoville Jenkins | Scoville Jenkins   | Scoville Jenkins | 5           | 1           |  |  |                | Jesse Witten   | Jesse Witten   | 4              | 4              |   |   |              |              |              |              |              |  |
|  | 6                | Frank Dancevic     | 6                | 2           | 6           |  |  | 6              | Frank Dancevic | Frank Dancevic | 6              | 6              |   |   |              |              |              |              |              |  |
|  |                  | Richard Bloomfield | 4                | 6           | 3           |  |  |                |                |                |                |                |   |   |              |              |              |              |              |  |